# Avry
Avry là một đô thị trong huyện Sarine thuộc bang Fribourg ở Thụy Sĩ. Đô thị được lập ngày 1 tháng 1 năm 2001 từ sự hợp nhất Avry-sur-Matran và Corjolens.

## Hình ảnh

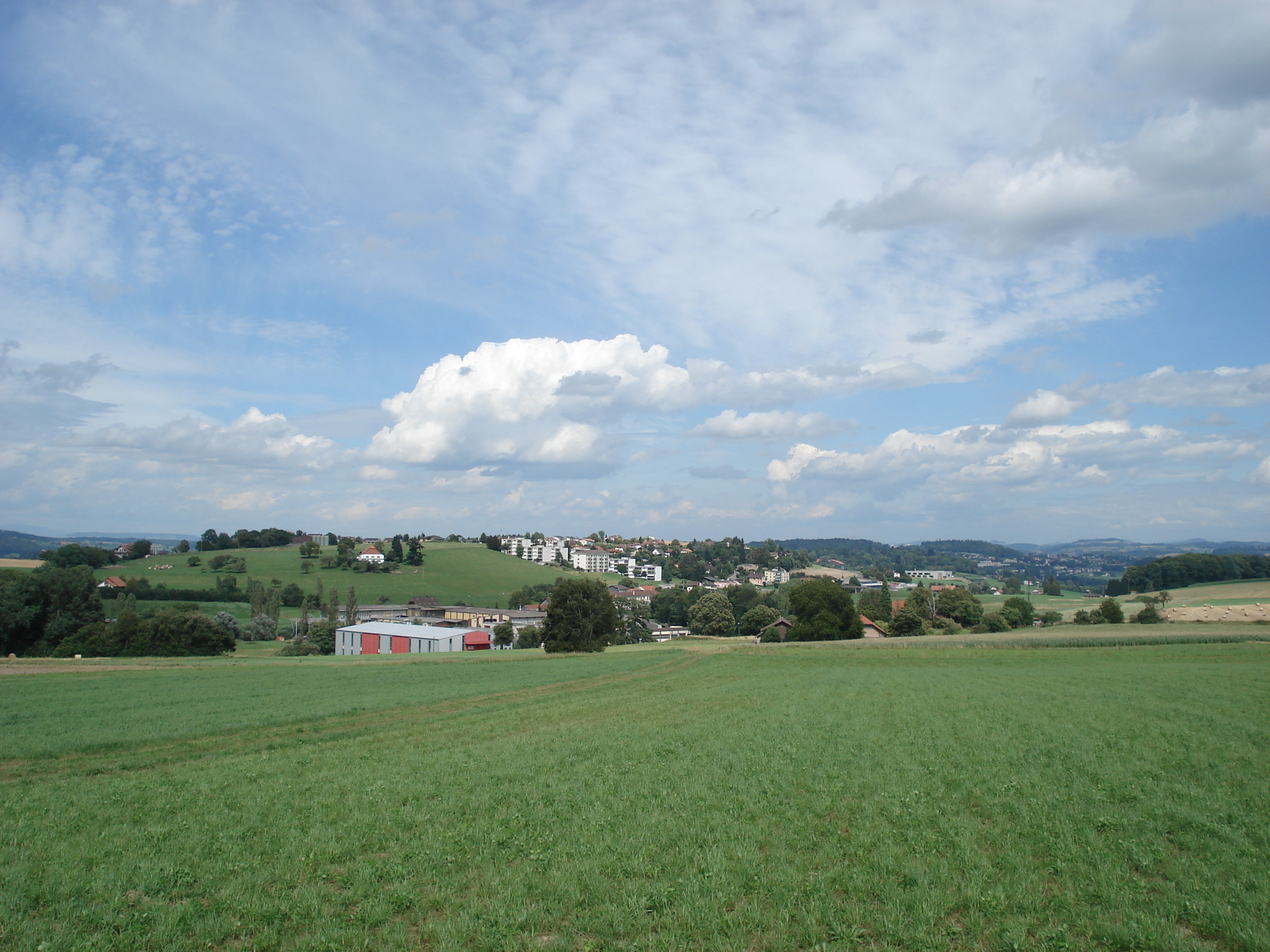
Avry